# Auxiliaire médical en anesthésie réanimation
 (mars 2021).
 (mars 2021).
La mise en forme du texte ne suit pas les recommandations de Wikipédia : il faut le « wikifier ».
Les points d'amélioration suivants sont les cas les plus fréquents :
- Les titres sont pré-formatés par le logiciel. Ils ne sont ni en capitales, ni en gras.
- Le texte ne doit pas être écrit en capitales (les noms de famille non plus), ni en gras, ni en italique, ni en « petit »…
- Le gras n'est utilisé que pour surligner le titre de l'article dans l'introduction, une seule fois.
- L'italique est rarement utilisé : mots en langue étrangère, titres d'œuvres, noms de bateaux, etc.
- Les citations ne sont pas en italique mais en corps de texte normal. Elles sont entourées par des guillemets français : « et ».
- Les listes à puces sont à éviter, des paragraphes rédigés étant largement préférés. Les tableaux sont à réserver à la présentation de données structurées (résultats, etc.).
- Les appels de note de bas de page (petits chiffres en exposant, introduits par l'outil «  Source ») sont à placer entre la fin de phrase et le point final[comme ça].
- Les liens internes (vers d'autres articles de Wikipédia) sont à choisir avec parcimonie. Créez des liens vers des articles approfondissant le sujet. Les termes génériques sans rapport avec le sujet sont à éviter, ainsi que les répétitions de liens vers un même terme.
- Les liens externes sont à placer uniquement dans une section « Liens externes », à la fin de l'article. Ces liens sont à choisir avec parcimonie suivant les règles définies. Si un lien sert de source à l'article, son insertion dans le texte est à faire par les notes de bas de page.
- La présentation des références doit suivre les conventions bibliographiques. Il est recommandé d'utiliser les modèles {{Ouvrage}}, {{Chapitre}}, {{Article}}, {{Lien web}} et/ou {{Bibliographie}}. Le mode d'édition visuel peut mettre en forme automatiquement les références.
- Insérer une infobox (cadre d'informations à droite) n'est pas obligatoire pour parachever la mise en page.

Pour une aide détaillée, merci de consulter Aide:Wikification.
Si vous pensez que ces points ont été résolus, vous pouvez retirer ce bandeau et améliorer la mise en forme d'un autre article.
Un auxiliaire médical en anesthésie réanimation (AMAR)  est un  professionnel de santé souvent appelé anesthésiste Dans le milieu hospitalier, l'AMAR est un praticien et clinicien spécialisé en anesthésie , médecine et réanimation  d'urgence et aussi dans la prise en charge de la douleur. Il exerce généralement au bloc opératoire.
Cette appellation est bien répondu en Algérie depuis 1991 , le diplôme est équivalent au diplôme d'infirmier anesthésiste dans certains pays où technicien anesthésiste dans d'autres avec une différence dans le nombre d'années d'étude . 
Avant 2011 l'accès à la formation d'AMAR était sous concours pour des études de Bac+3 reconnu comme une licence professionnelle dans la fonction publique. Après l'année 2011 l'accès à la formation d'AMAR est ouverte uniquement pour les infirmiers de santé publique licenciés avec 3 ans d'expériences dans le secteur étatique sous un concours national pour une formation supplémentaire de 2 années d'études, offrant à la fin un diplôme dans la fonction publique.

## Définition des tâches
Les auxiliaires médicaux en anesthésie réanimation sont chargés en collaboration avec les médecins réanimateurs où en absence  sous l’autorité du responsable hiérarchique médical, notamment :
- d’accueillir et de soutenir psychologiquement le patient
- d’établir le projet d’anesthésie, de planifier des activités y afférentes ;.
- de contrôler et de préparer le matériel d’anesthésie selon l’état du patient, le choix d’anesthésie, le type d’intervention et sa durée
- de conduire le déroulement de l’anesthésie et/ou réanimation per et post-opératoire ;
- de tenir et mettre à jour le protocole d’anesthésie réanimation du patient ;
- d’assurer, dans les soins d’urgence, la réanimation des malades présentant une détresse dans une ou plusieurs fonctions vitales de l’organisme jusqu’à leur prise en charge par un service spécialisé ;
- de surveiller et de prendre en charge le patient lors de certains types de transport .